# Parapara (Venezuela)
Parapara ist ein Dorf im Nordosten Guáricos, Venezuela. Die Einwohnerzahl beträgt etwa 3350 Menschen. Der Paraparafluss liegt in der Nähe.

## Geschichte
Parapara wurde 1660 gegründet und ist damit die älteste spanische Siedlung in Guárico. Der frühere Präsident Joaquín Crespo wuchs in diesem Dorf auf.

## Lage
- 9°23′3″N
- 67°17′14″O

## Kultur
Parapara hat eine Bibliothek, die Joaquín-Crespo-Bibliothek, sowie ein Kulturzentrum, die Casa de la Cultura Félix Manuel Belisario.
Paraparas Kirche, die Antonius-von-Padua-Kirche, ist die älteste Kirche im Bundesstaat Guárico.